# Dos apunts (Gerhard)
Dos Apunts és una obra per piano del compositor Robert Gerhard i Ottenwaelder. El primer apunt va ser escrit al desembre de 1921 i, el segon, al març de 1922. Va ser una de les obres que li va permetre esdevenir alumne d'Arnold Schönberg.

## Història de la composició
Dos apunts per piano va ser la primera obra pianística de Robert Gerhard. És una de les peces que formen la seva primera època, la prèvia a l'exili. Va ser escrita mentre estava retirat a la masia familiar de Valls, durant quatre anys, a causa de la seva crisi creativa. Durant aquest temps apartat va meditar sobre el seu camí, va canviar les seves idees estètiques i va estudiar a fons la música de Bach.
Aquests apunts aforístics són fites simbòliques no només per a Gerhard sinó per la música espanyola del segle xx, ja que van suposar un canvi significatiu en el vocabulari musical nacional espanyol, van ser la primera peça no-tonal a l'estat espanyol del moment.

## Context estètic
L'obra Dos apunts va ser un dels primers signes de la dualitat creativa de Gerhard i va suposar un canvi brusc en la direcció de la seva carrera. També va ser la peça amb què va començar a explorar les formes intervàl·liques amb les quals continuà a les peces 7 Haiku. El compositor va reafirmar el dret d'allò subjectiu en l'obra, però va reintroduir l'element de necessitat estructural.
L'obra té un llenguatge depurat, auster, demostra com el seu estil s'allunyava cada vegada més de l'impressionisme i s'acostava més a la música de Schönberg amb plantejaments molt més expressius. Presenta més similituds amb les 6 petites peces per a piano de Schönberg, amb Stravinsky i Bartok que no pas amb Debussy o Ravel els quals havien influenciat en algunes de les seves obres anteriors.
L'estil melòdic és lliurement cromàtic, utilitza recursos modals del folklore català en comptes dels contorns distorsionats de l'expressionisme vienès. Un d'aquests recursos molt representatiu de la música tradicional catalana és la utilització de la segona augmentada, la qual esdevé en una sonoritat aràbiga. Per altra banda, Dos apunts és la primera peça on apareix el motiu ondulant, en un rang d'una tercera menor, molt comú en les posteriors peces de Gerhard, com per exemple a Alegrias. Pel que fa a l'harmonia, aquesta es basa en el sistema pantonal.

## Anàlisi
A Dos Apunts, Gerhard fa ús de la superposició d'elements consonants, melodies de caràcter modal i un desenvolupament harmònic que no obeeix les lleis del sistema tonal. L'autor té tendència al collage estilístic i s'inclina per utilitzar l'atonalitat com a pedal harmònic sobre el qual sobreposar elements amb connotacions tonals.

Segons Joan Ramon Resina, els dos apunts "estan estructuralment relacionats, i comparteixen un accentuat cromatisme en el registre agut i un contingut harmònic similar. El segon apunt acaba amb el mateix acord en la mà esquerra que trobem arpegiat a l'inici del primer apunt i amb un retorn al registre amb el qual comença aquest últim, atacant, fins i tot, en aquest últim compàs, la quinta do-sol que enceta l'obra."

### Primer Apunt
El primer apunt consisteix en una peça breu en pianissimo. Crea una atmosfera sonora màgica i delicada. Al final s'insinua una lleu figura musical de caràcter popular. També té una significativa relació, a nivell estilístic, amb la música per a piano francesa de principis de segle xx. D'aquest apunt el compositor en va fer dos comentaris referents a l'estructura harmònica de la peça. El primer va ser en resposta a la crítica de Josep Barberà i, el segon, quan ja estava a l'exili, hi descriu la peça des d'una perspectiva no tonal, de forma totalment diferent al primer comentari.
La estructura modal de la melodia es pot apreciar fàcilment mitjançant una anàlisi a la Schenker de la veu superior.
L'estructura harmònica dels dos apunts està basada sobre un acord format per la superposició d'una quarta perfecta i un tríton. La base harmònica en el primer dels apunts té un caràcter estàtic, amb només una modulació a un derivat (fig.1). Les mateixes estructures cordals es poden trobar a la mà dreta (fig.2); i al final de l'apunt hi ha un resolució del "la" del primer acord a un "sol sostingut", truncant la re-exposició del acord derivat en inversió (fig.3).

### Segon Apunt
Aquest apunt té una estructura més precisa que no pas el primer.
Hi trobem un esquema harmònic basat en el mateix acord, de vegades en inversió, i una saturació cromàtica a la mà dreta que tendeix a formar clusters melòdics com es mostra a continuació:
Presenta, també, característiques octa-tòniques, com es pot comprovar en el primer i el cinquè compàs, entre d'altres.

## Crítiques de l'obra

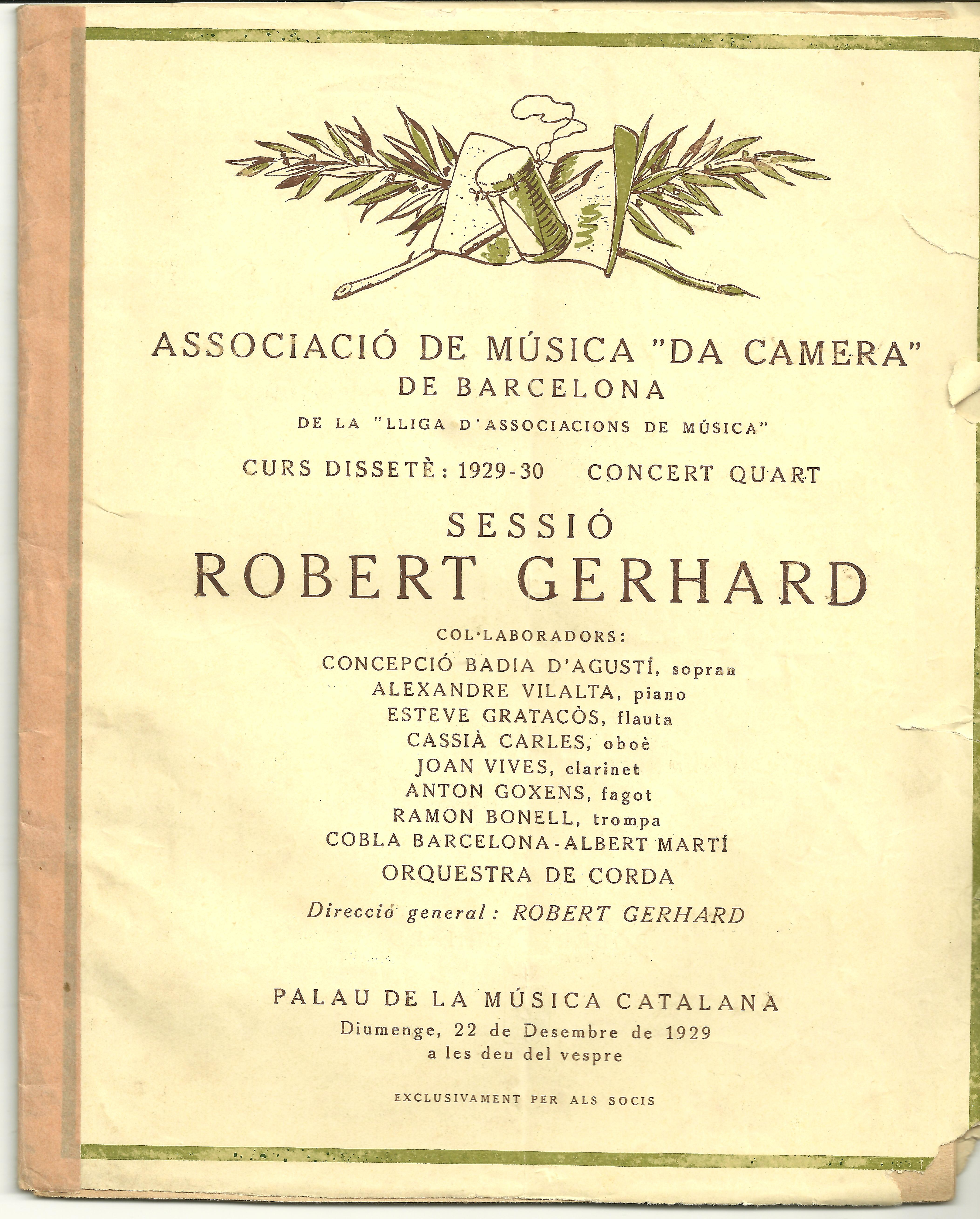
22 desembre 1929, Barcelona

L'obra va rebre crítiques molt negatives arran d'aquesta peça, ja que va marcar un canvi a l'estètica del compositor, com per exemple la de Henri Collet:
| « | "Des de llavors, Gerhard ha publicat Dos Apunts per a piano, turmentats com els de Scriabin i amb una harmonia agressiva ... Perseverarà en aquest camí "intel·lectualista"? Jo, per la meva banda, preferiria veure’l explotar la inspiració del seu segon trio en lloc de seguir-lo pels inquietants laberints de la “música futurista". | » |
| — Henri Collet dins de Monty Adkins i Michael Russ, Essays on Roberto Gerhard (en anglès). Cambridge Scholars Publishing | |   |

Altres crítics tradicionalistes afirmaven que va ser "el començament d'una desviació fatal, en el desenvolupament creatiu de Gerhard, de la nostra forma nacionalista". També va rebre una crítica per part de Josep Barberà a la qual va contestar amb una anàlisi de la peça on justificava la coherència harmònica de la peça des d'un punt de vista funcional i defensava l'obligació dels joves compositors catalans de "tractar amb els moderns", referint-se principalment a Schönberg, Bartók i Stravinsky.
Les crítiques van ser degudes al llenguatge harmònic post-tonal minimalista i evolutiu que mostrava Gerhard a la peça.

## Relació amb Arnold Schönberg
Robert Gerhard va enviar aquesta peça a Arnold Schönberg l'any 1923, juntament amb una carta on Gerhard li explica que no troba el camí i que necessita a algú que li faci estructurar la seva música, el que no havia aconseguit amb el seu mestre del moment, Felip Pedrell i Sabaté.
| « | Molt estimat mestre: No sé realment on he trobat el valor suficient, en la meva depressió espiritual, per dirigir-me a vostè, si no és en la fe que tinc en trobar un consell en el seu mestratge artístic i en la seva profunda humanitat, la qual em permeti llançar més llum sobre mi mateix del que la meva desesperació em permet. Abans de decidir-me a donar aquest pas m'han turmentat els dubtes durant molt de temps: l'impuls final el vaig rebre d'una amable carta del Sr. Paul Stefan. No obstant això, no és la mateixa sol·licitud que vaig fer a aquest senyor la que ara voldria repetir-li a vostè. Però no estaria dient tota la veritat, si li ocultés que el meu desig més profund és poder ser el seu alumne. […] en el meu caos personal, tan sols voldria esperar de vostè unes paraules que m'ajudin a trobar una solució als meus problemes. I també saber si podria trobar a Viena la mà segura d'un guia i la companyia artística i humana que corresponguin a les meves veritables necessitats i per les que sento un desig tan ardent | » |
| — Robert Gerhard, dins de Diego Alonso, La formación musical de Roberto Gerhard (Tesi) (en castellà). Universidad de la Rioja, 2011, p. 130-133. | |   |

Schönberg va respondre la carta dient-li que el convidava, però sense assegurar-li que el pogués tutelar. Schönberg entenia la situació de Gerhard ja que després de la Primera Guerra Mundial ell també s'havia trobat estèticament perdut. En la primera trobada Schönberg va sotmetre a Gerhard a diferents preguntes sobre la seva posició respecte aspectes com el nacionalisme musical i l'ús del folklore dins de la "música d'art". A la segona, la conversa ja es va centrar específicament en algunes de les obres de Gerhard: Dos Apunts, L'infantament meravellós de Scharazada, Piano Trio i els 7 Haiku.
Al 1923 Schönberg l'acceptà a les seves classes de composició a Viena. La fusió dels seus mestres Pedrell i Schönberg fa que la seva música sigui una fusió entre folklore i formalisme. Aquest fet va coincidir amb un canvi en el recorregut artístic i personal de Schönberg, quan havia acabat la finalització de les seves primeres peces de dotze tons i la recent mort de la seva primera esposa, Mathilde.